# Wapen van Krimpen aan den IJssel

Wapen van Krimpen aan den IJssel

Het wapen van Krimpen aan den IJssel werd op 24 december 1817 door de Hoge Raad van Adel aan de Zuid-Hollandse gemeente Krimpen aan den IJssel in gebruik bevestigd. Het is sindsdien bij gemeentelijke herindelingen ongewijzigd gebleven.

## Oorsprong
Het wapen is afkomstig van het wapen van Jan II van Polanen, heer van de Leck in 1342 en afkomstig uit het geslacht Van Polanen. Van Polanen zijn afstammelingen van de Van Duivenvoordes die zich noemden naar kasteel Polanen in Monster. De Van Duivenvoordes stammen af van de Wassenaers, die reeds wassenaars in hun wapen voerden. Deze wassenaars zijn ook zichtbaar in de wapens van buurtschap Stormpolder, Krimpen aan de Lek, Lekkerkerk, Ouderkerk aan den IJssel en buurtschap Zuidbroek.

## Blazoenering
De blazoenering van het wapen luidde als volgt:
Van zilver beladen met 3 halve manen van sabel, geplaatst 2 en 1 en gekeerd naar de linkerzijde van het schild.
De heraldische kleuren zijn zilver (wit) en sabel (zwart). Het schild bevat drie wassenaars die naar de heraldisch linkerzijde wijzen. Het schild is onbekroond.

## Zichtbaarheid
Het wapen is zichtbaar op de gevel aan de noord- en zuidzijde van het gemeentehuis aan Raadhuisplein 2 te Krimpen aan den IJssel, alsmede in de bestrating voor dit gemeentehuis aan de noordzijde.

## Verwante wapens

Wapen van geslacht Van Polanen
Wapen van Monster
Wapen van Stormpolder
Wapen van Krimpen aan de Lek
Wapen van Lekkerkerk
Wapen van voormalige gemeente Nederlek
Wapen van Ouderkerk aan den IJssel
Wapen van voormalige gemeente Ouderkerk
Wapen van buurtschap Zuidbroek